# سوئیس چالت
سوئیس شَلِی (انگلیسی: Swiss Chalet) شرکت رستوران‌های زنجیره‌ای کانادایی است، که در سال ۱۹۵۴ تأسیس شد.